# Пішов — прийшов — повернувся ефект
Ефект пішов — прийшов — повернувся — ідея в шаховій композиції . Суть ідеї — тематична фігура звільняє тематичне поле, відразу на це поле приходить фігура іншого кольору, і після цього фігура, яка на початку звільнила тематичне поле, повертається на це поле.

## Історія
Ця ідея є ускладненням ефекту пішов — прийшов. Ідею запропонував у 1979 році російський шаховий композитор Николай Семёнович Иванов (02.01.1914 — 15.10.2000) )
В розв'язку задачі на кооперативний мат або прямий мат, фігура полишає тематичне поле. Після цього супротивник робить хід фігурою на це поле, наступний хід робить фігура, яка перед цим пішла з цього тематичного поля, і тепер повертається, по суті забирає фігуру, яка зайняла перед цим це тематичне поле.
Через специфіку послідовності ходів фігур, ідея дістала назву — ефект пішов — прийшов — повернувся. Ця ідея може бути складовою де-яких тем.
|   | a | b | c | d | e | f | g | h |   |
| 8 | g8 білий слон · h8 білий слон · a7 чорний пішак · b7 білий кінь · c7 чорний слон · e7 чорна тура · g7 біла тура · e6 білий пішак · f6 чорний пішак · c5 білий пішак · d5 білий пішак · e5 чорний король · f5 білий пішак · g5 чорна тура · c4 білий ферзь · e4 чорний пішак · g4 чорний пішак · a2 білий король · f2 біла тура · g2 білий пішак | g8 білий слон · h8 білий слон · a7 чорний пішак · b7 білий кінь · c7 чорний слон · e7 чорна тура · g7 біла тура · e6 білий пішак · f6 чорний пішак · c5 білий пішак · d5 білий пішак · e5 чорний король · f5 білий пішак · g5 чорна тура · c4 білий ферзь · e4 чорний пішак · g4 чорний пішак · a2 білий король · f2 біла тура · g2 білий пішак | g8 білий слон · h8 білий слон · a7 чорний пішак · b7 білий кінь · c7 чорний слон · e7 чорна тура · g7 біла тура · e6 білий пішак · f6 чорний пішак · c5 білий пішак · d5 білий пішак · e5 чорний король · f5 білий пішак · g5 чорна тура · c4 білий ферзь · e4 чорний пішак · g4 чорний пішак · a2 білий король · f2 біла тура · g2 білий пішак | g8 білий слон · h8 білий слон · a7 чорний пішак · b7 білий кінь · c7 чорний слон · e7 чорна тура · g7 біла тура · e6 білий пішак · f6 чорний пішак · c5 білий пішак · d5 білий пішак · e5 чорний король · f5 білий пішак · g5 чорна тура · c4 білий ферзь · e4 чорний пішак · g4 чорний пішак · a2 білий король · f2 біла тура · g2 білий пішак | g8 білий слон · h8 білий слон · a7 чорний пішак · b7 білий кінь · c7 чорний слон · e7 чорна тура · g7 біла тура · e6 білий пішак · f6 чорний пішак · c5 білий пішак · d5 білий пішак · e5 чорний король · f5 білий пішак · g5 чорна тура · c4 білий ферзь · e4 чорний пішак · g4 чорний пішак · a2 білий король · f2 біла тура · g2 білий пішак | g8 білий слон · h8 білий слон · a7 чорний пішак · b7 білий кінь · c7 чорний слон · e7 чорна тура · g7 біла тура · e6 білий пішак · f6 чорний пішак · c5 білий пішак · d5 білий пішак · e5 чорний король · f5 білий пішак · g5 чорна тура · c4 білий ферзь · e4 чорний пішак · g4 чорний пішак · a2 білий король · f2 біла тура · g2 білий пішак | g8 білий слон · h8 білий слон · a7 чорний пішак · b7 білий кінь · c7 чорний слон · e7 чорна тура · g7 біла тура · e6 білий пішак · f6 чорний пішак · c5 білий пішак · d5 білий пішак · e5 чорний король · f5 білий пішак · g5 чорна тура · c4 білий ферзь · e4 чорний пішак · g4 чорний пішак · a2 білий король · f2 біла тура · g2 білий пішак | g8 білий слон · h8 білий слон · a7 чорний пішак · b7 білий кінь · c7 чорний слон · e7 чорна тура · g7 біла тура · e6 білий пішак · f6 чорний пішак · c5 білий пішак · d5 білий пішак · e5 чорний король · f5 білий пішак · g5 чорна тура · c4 білий ферзь · e4 чорний пішак · g4 чорний пішак · a2 білий король · f2 біла тура · g2 білий пішак | 8 |
| 7 | g8 білий слон · h8 білий слон · a7 чорний пішак · b7 білий кінь · c7 чорний слон · e7 чорна тура · g7 біла тура · e6 білий пішак · f6 чорний пішак · c5 білий пішак · d5 білий пішак · e5 чорний король · f5 білий пішак · g5 чорна тура · c4 білий ферзь · e4 чорний пішак · g4 чорний пішак · a2 білий король · f2 біла тура · g2 білий пішак | g8 білий слон · h8 білий слон · a7 чорний пішак · b7 білий кінь · c7 чорний слон · e7 чорна тура · g7 біла тура · e6 білий пішак · f6 чорний пішак · c5 білий пішак · d5 білий пішак · e5 чорний король · f5 білий пішак · g5 чорна тура · c4 білий ферзь · e4 чорний пішак · g4 чорний пішак · a2 білий король · f2 біла тура · g2 білий пішак | g8 білий слон · h8 білий слон · a7 чорний пішак · b7 білий кінь · c7 чорний слон · e7 чорна тура · g7 біла тура · e6 білий пішак · f6 чорний пішак · c5 білий пішак · d5 білий пішак · e5 чорний король · f5 білий пішак · g5 чорна тура · c4 білий ферзь · e4 чорний пішак · g4 чорний пішак · a2 білий король · f2 біла тура · g2 білий пішак | g8 білий слон · h8 білий слон · a7 чорний пішак · b7 білий кінь · c7 чорний слон · e7 чорна тура · g7 біла тура · e6 білий пішак · f6 чорний пішак · c5 білий пішак · d5 білий пішак · e5 чорний король · f5 білий пішак · g5 чорна тура · c4 білий ферзь · e4 чорний пішак · g4 чорний пішак · a2 білий король · f2 біла тура · g2 білий пішак | g8 білий слон · h8 білий слон · a7 чорний пішак · b7 білий кінь · c7 чорний слон · e7 чорна тура · g7 біла тура · e6 білий пішак · f6 чорний пішак · c5 білий пішак · d5 білий пішак · e5 чорний король · f5 білий пішак · g5 чорна тура · c4 білий ферзь · e4 чорний пішак · g4 чорний пішак · a2 білий король · f2 біла тура · g2 білий пішак | g8 білий слон · h8 білий слон · a7 чорний пішак · b7 білий кінь · c7 чорний слон · e7 чорна тура · g7 біла тура · e6 білий пішак · f6 чорний пішак · c5 білий пішак · d5 білий пішак · e5 чорний король · f5 білий пішак · g5 чорна тура · c4 білий ферзь · e4 чорний пішак · g4 чорний пішак · a2 білий король · f2 біла тура · g2 білий пішак | g8 білий слон · h8 білий слон · a7 чорний пішак · b7 білий кінь · c7 чорний слон · e7 чорна тура · g7 біла тура · e6 білий пішак · f6 чорний пішак · c5 білий пішак · d5 білий пішак · e5 чорний король · f5 білий пішак · g5 чорна тура · c4 білий ферзь · e4 чорний пішак · g4 чорний пішак · a2 білий король · f2 біла тура · g2 білий пішак | g8 білий слон · h8 білий слон · a7 чорний пішак · b7 білий кінь · c7 чорний слон · e7 чорна тура · g7 біла тура · e6 білий пішак · f6 чорний пішак · c5 білий пішак · d5 білий пішак · e5 чорний король · f5 білий пішак · g5 чорна тура · c4 білий ферзь · e4 чорний пішак · g4 чорний пішак · a2 білий король · f2 біла тура · g2 білий пішак | 7 |
| 6 | g8 білий слон · h8 білий слон · a7 чорний пішак · b7 білий кінь · c7 чорний слон · e7 чорна тура · g7 біла тура · e6 білий пішак · f6 чорний пішак · c5 білий пішак · d5 білий пішак · e5 чорний король · f5 білий пішак · g5 чорна тура · c4 білий ферзь · e4 чорний пішак · g4 чорний пішак · a2 білий король · f2 біла тура · g2 білий пішак | g8 білий слон · h8 білий слон · a7 чорний пішак · b7 білий кінь · c7 чорний слон · e7 чорна тура · g7 біла тура · e6 білий пішак · f6 чорний пішак · c5 білий пішак · d5 білий пішак · e5 чорний король · f5 білий пішак · g5 чорна тура · c4 білий ферзь · e4 чорний пішак · g4 чорний пішак · a2 білий король · f2 біла тура · g2 білий пішак | g8 білий слон · h8 білий слон · a7 чорний пішак · b7 білий кінь · c7 чорний слон · e7 чорна тура · g7 біла тура · e6 білий пішак · f6 чорний пішак · c5 білий пішак · d5 білий пішак · e5 чорний король · f5 білий пішак · g5 чорна тура · c4 білий ферзь · e4 чорний пішак · g4 чорний пішак · a2 білий король · f2 біла тура · g2 білий пішак | g8 білий слон · h8 білий слон · a7 чорний пішак · b7 білий кінь · c7 чорний слон · e7 чорна тура · g7 біла тура · e6 білий пішак · f6 чорний пішак · c5 білий пішак · d5 білий пішак · e5 чорний король · f5 білий пішак · g5 чорна тура · c4 білий ферзь · e4 чорний пішак · g4 чорний пішак · a2 білий король · f2 біла тура · g2 білий пішак | g8 білий слон · h8 білий слон · a7 чорний пішак · b7 білий кінь · c7 чорний слон · e7 чорна тура · g7 біла тура · e6 білий пішак · f6 чорний пішак · c5 білий пішак · d5 білий пішак · e5 чорний король · f5 білий пішак · g5 чорна тура · c4 білий ферзь · e4 чорний пішак · g4 чорний пішак · a2 білий король · f2 біла тура · g2 білий пішак | g8 білий слон · h8 білий слон · a7 чорний пішак · b7 білий кінь · c7 чорний слон · e7 чорна тура · g7 біла тура · e6 білий пішак · f6 чорний пішак · c5 білий пішак · d5 білий пішак · e5 чорний король · f5 білий пішак · g5 чорна тура · c4 білий ферзь · e4 чорний пішак · g4 чорний пішак · a2 білий король · f2 біла тура · g2 білий пішак | g8 білий слон · h8 білий слон · a7 чорний пішак · b7 білий кінь · c7 чорний слон · e7 чорна тура · g7 біла тура · e6 білий пішак · f6 чорний пішак · c5 білий пішак · d5 білий пішак · e5 чорний король · f5 білий пішак · g5 чорна тура · c4 білий ферзь · e4 чорний пішак · g4 чорний пішак · a2 білий король · f2 біла тура · g2 білий пішак | g8 білий слон · h8 білий слон · a7 чорний пішак · b7 білий кінь · c7 чорний слон · e7 чорна тура · g7 біла тура · e6 білий пішак · f6 чорний пішак · c5 білий пішак · d5 білий пішак · e5 чорний король · f5 білий пішак · g5 чорна тура · c4 білий ферзь · e4 чорний пішак · g4 чорний пішак · a2 білий король · f2 біла тура · g2 білий пішак | 6 |
| 5 | g8 білий слон · h8 білий слон · a7 чорний пішак · b7 білий кінь · c7 чорний слон · e7 чорна тура · g7 біла тура · e6 білий пішак · f6 чорний пішак · c5 білий пішак · d5 білий пішак · e5 чорний король · f5 білий пішак · g5 чорна тура · c4 білий ферзь · e4 чорний пішак · g4 чорний пішак · a2 білий король · f2 біла тура · g2 білий пішак | g8 білий слон · h8 білий слон · a7 чорний пішак · b7 білий кінь · c7 чорний слон · e7 чорна тура · g7 біла тура · e6 білий пішак · f6 чорний пішак · c5 білий пішак · d5 білий пішак · e5 чорний король · f5 білий пішак · g5 чорна тура · c4 білий ферзь · e4 чорний пішак · g4 чорний пішак · a2 білий король · f2 біла тура · g2 білий пішак | g8 білий слон · h8 білий слон · a7 чорний пішак · b7 білий кінь · c7 чорний слон · e7 чорна тура · g7 біла тура · e6 білий пішак · f6 чорний пішак · c5 білий пішак · d5 білий пішак · e5 чорний король · f5 білий пішак · g5 чорна тура · c4 білий ферзь · e4 чорний пішак · g4 чорний пішак · a2 білий король · f2 біла тура · g2 білий пішак | g8 білий слон · h8 білий слон · a7 чорний пішак · b7 білий кінь · c7 чорний слон · e7 чорна тура · g7 біла тура · e6 білий пішак · f6 чорний пішак · c5 білий пішак · d5 білий пішак · e5 чорний король · f5 білий пішак · g5 чорна тура · c4 білий ферзь · e4 чорний пішак · g4 чорний пішак · a2 білий король · f2 біла тура · g2 білий пішак | g8 білий слон · h8 білий слон · a7 чорний пішак · b7 білий кінь · c7 чорний слон · e7 чорна тура · g7 біла тура · e6 білий пішак · f6 чорний пішак · c5 білий пішак · d5 білий пішак · e5 чорний король · f5 білий пішак · g5 чорна тура · c4 білий ферзь · e4 чорний пішак · g4 чорний пішак · a2 білий король · f2 біла тура · g2 білий пішак | g8 білий слон · h8 білий слон · a7 чорний пішак · b7 білий кінь · c7 чорний слон · e7 чорна тура · g7 біла тура · e6 білий пішак · f6 чорний пішак · c5 білий пішак · d5 білий пішак · e5 чорний король · f5 білий пішак · g5 чорна тура · c4 білий ферзь · e4 чорний пішак · g4 чорний пішак · a2 білий король · f2 біла тура · g2 білий пішак | g8 білий слон · h8 білий слон · a7 чорний пішак · b7 білий кінь · c7 чорний слон · e7 чорна тура · g7 біла тура · e6 білий пішак · f6 чорний пішак · c5 білий пішак · d5 білий пішак · e5 чорний король · f5 білий пішак · g5 чорна тура · c4 білий ферзь · e4 чорний пішак · g4 чорний пішак · a2 білий король · f2 біла тура · g2 білий пішак | g8 білий слон · h8 білий слон · a7 чорний пішак · b7 білий кінь · c7 чорний слон · e7 чорна тура · g7 біла тура · e6 білий пішак · f6 чорний пішак · c5 білий пішак · d5 білий пішак · e5 чорний король · f5 білий пішак · g5 чорна тура · c4 білий ферзь · e4 чорний пішак · g4 чорний пішак · a2 білий король · f2 біла тура · g2 білий пішак | 5 |
| 4 | g8 білий слон · h8 білий слон · a7 чорний пішак · b7 білий кінь · c7 чорний слон · e7 чорна тура · g7 біла тура · e6 білий пішак · f6 чорний пішак · c5 білий пішак · d5 білий пішак · e5 чорний король · f5 білий пішак · g5 чорна тура · c4 білий ферзь · e4 чорний пішак · g4 чорний пішак · a2 білий король · f2 біла тура · g2 білий пішак | g8 білий слон · h8 білий слон · a7 чорний пішак · b7 білий кінь · c7 чорний слон · e7 чорна тура · g7 біла тура · e6 білий пішак · f6 чорний пішак · c5 білий пішак · d5 білий пішак · e5 чорний король · f5 білий пішак · g5 чорна тура · c4 білий ферзь · e4 чорний пішак · g4 чорний пішак · a2 білий король · f2 біла тура · g2 білий пішак | g8 білий слон · h8 білий слон · a7 чорний пішак · b7 білий кінь · c7 чорний слон · e7 чорна тура · g7 біла тура · e6 білий пішак · f6 чорний пішак · c5 білий пішак · d5 білий пішак · e5 чорний король · f5 білий пішак · g5 чорна тура · c4 білий ферзь · e4 чорний пішак · g4 чорний пішак · a2 білий король · f2 біла тура · g2 білий пішак | g8 білий слон · h8 білий слон · a7 чорний пішак · b7 білий кінь · c7 чорний слон · e7 чорна тура · g7 біла тура · e6 білий пішак · f6 чорний пішак · c5 білий пішак · d5 білий пішак · e5 чорний король · f5 білий пішак · g5 чорна тура · c4 білий ферзь · e4 чорний пішак · g4 чорний пішак · a2 білий король · f2 біла тура · g2 білий пішак | g8 білий слон · h8 білий слон · a7 чорний пішак · b7 білий кінь · c7 чорний слон · e7 чорна тура · g7 біла тура · e6 білий пішак · f6 чорний пішак · c5 білий пішак · d5 білий пішак · e5 чорний король · f5 білий пішак · g5 чорна тура · c4 білий ферзь · e4 чорний пішак · g4 чорний пішак · a2 білий король · f2 біла тура · g2 білий пішак | g8 білий слон · h8 білий слон · a7 чорний пішак · b7 білий кінь · c7 чорний слон · e7 чорна тура · g7 біла тура · e6 білий пішак · f6 чорний пішак · c5 білий пішак · d5 білий пішак · e5 чорний король · f5 білий пішак · g5 чорна тура · c4 білий ферзь · e4 чорний пішак · g4 чорний пішак · a2 білий король · f2 біла тура · g2 білий пішак | g8 білий слон · h8 білий слон · a7 чорний пішак · b7 білий кінь · c7 чорний слон · e7 чорна тура · g7 біла тура · e6 білий пішак · f6 чорний пішак · c5 білий пішак · d5 білий пішак · e5 чорний король · f5 білий пішак · g5 чорна тура · c4 білий ферзь · e4 чорний пішак · g4 чорний пішак · a2 білий король · f2 біла тура · g2 білий пішак | g8 білий слон · h8 білий слон · a7 чорний пішак · b7 білий кінь · c7 чорний слон · e7 чорна тура · g7 біла тура · e6 білий пішак · f6 чорний пішак · c5 білий пішак · d5 білий пішак · e5 чорний король · f5 білий пішак · g5 чорна тура · c4 білий ферзь · e4 чорний пішак · g4 чорний пішак · a2 білий король · f2 біла тура · g2 білий пішак | 4 |
| 3 | g8 білий слон · h8 білий слон · a7 чорний пішак · b7 білий кінь · c7 чорний слон · e7 чорна тура · g7 біла тура · e6 білий пішак · f6 чорний пішак · c5 білий пішак · d5 білий пішак · e5 чорний король · f5 білий пішак · g5 чорна тура · c4 білий ферзь · e4 чорний пішак · g4 чорний пішак · a2 білий король · f2 біла тура · g2 білий пішак | g8 білий слон · h8 білий слон · a7 чорний пішак · b7 білий кінь · c7 чорний слон · e7 чорна тура · g7 біла тура · e6 білий пішак · f6 чорний пішак · c5 білий пішак · d5 білий пішак · e5 чорний король · f5 білий пішак · g5 чорна тура · c4 білий ферзь · e4 чорний пішак · g4 чорний пішак · a2 білий король · f2 біла тура · g2 білий пішак | g8 білий слон · h8 білий слон · a7 чорний пішак · b7 білий кінь · c7 чорний слон · e7 чорна тура · g7 біла тура · e6 білий пішак · f6 чорний пішак · c5 білий пішак · d5 білий пішак · e5 чорний король · f5 білий пішак · g5 чорна тура · c4 білий ферзь · e4 чорний пішак · g4 чорний пішак · a2 білий король · f2 біла тура · g2 білий пішак | g8 білий слон · h8 білий слон · a7 чорний пішак · b7 білий кінь · c7 чорний слон · e7 чорна тура · g7 біла тура · e6 білий пішак · f6 чорний пішак · c5 білий пішак · d5 білий пішак · e5 чорний король · f5 білий пішак · g5 чорна тура · c4 білий ферзь · e4 чорний пішак · g4 чорний пішак · a2 білий король · f2 біла тура · g2 білий пішак | g8 білий слон · h8 білий слон · a7 чорний пішак · b7 білий кінь · c7 чорний слон · e7 чорна тура · g7 біла тура · e6 білий пішак · f6 чорний пішак · c5 білий пішак · d5 білий пішак · e5 чорний король · f5 білий пішак · g5 чорна тура · c4 білий ферзь · e4 чорний пішак · g4 чорний пішак · a2 білий король · f2 біла тура · g2 білий пішак | g8 білий слон · h8 білий слон · a7 чорний пішак · b7 білий кінь · c7 чорний слон · e7 чорна тура · g7 біла тура · e6 білий пішак · f6 чорний пішак · c5 білий пішак · d5 білий пішак · e5 чорний король · f5 білий пішак · g5 чорна тура · c4 білий ферзь · e4 чорний пішак · g4 чорний пішак · a2 білий король · f2 біла тура · g2 білий пішак | g8 білий слон · h8 білий слон · a7 чорний пішак · b7 білий кінь · c7 чорний слон · e7 чорна тура · g7 біла тура · e6 білий пішак · f6 чорний пішак · c5 білий пішак · d5 білий пішак · e5 чорний король · f5 білий пішак · g5 чорна тура · c4 білий ферзь · e4 чорний пішак · g4 чорний пішак · a2 білий король · f2 біла тура · g2 білий пішак | g8 білий слон · h8 білий слон · a7 чорний пішак · b7 білий кінь · c7 чорний слон · e7 чорна тура · g7 біла тура · e6 білий пішак · f6 чорний пішак · c5 білий пішак · d5 білий пішак · e5 чорний король · f5 білий пішак · g5 чорна тура · c4 білий ферзь · e4 чорний пішак · g4 чорний пішак · a2 білий король · f2 біла тура · g2 білий пішак | 3 |
| 2 | g8 білий слон · h8 білий слон · a7 чорний пішак · b7 білий кінь · c7 чорний слон · e7 чорна тура · g7 біла тура · e6 білий пішак · f6 чорний пішак · c5 білий пішак · d5 білий пішак · e5 чорний король · f5 білий пішак · g5 чорна тура · c4 білий ферзь · e4 чорний пішак · g4 чорний пішак · a2 білий король · f2 біла тура · g2 білий пішак | g8 білий слон · h8 білий слон · a7 чорний пішак · b7 білий кінь · c7 чорний слон · e7 чорна тура · g7 біла тура · e6 білий пішак · f6 чорний пішак · c5 білий пішак · d5 білий пішак · e5 чорний король · f5 білий пішак · g5 чорна тура · c4 білий ферзь · e4 чорний пішак · g4 чорний пішак · a2 білий король · f2 біла тура · g2 білий пішак | g8 білий слон · h8 білий слон · a7 чорний пішак · b7 білий кінь · c7 чорний слон · e7 чорна тура · g7 біла тура · e6 білий пішак · f6 чорний пішак · c5 білий пішак · d5 білий пішак · e5 чорний король · f5 білий пішак · g5 чорна тура · c4 білий ферзь · e4 чорний пішак · g4 чорний пішак · a2 білий король · f2 біла тура · g2 білий пішак | g8 білий слон · h8 білий слон · a7 чорний пішак · b7 білий кінь · c7 чорний слон · e7 чорна тура · g7 біла тура · e6 білий пішак · f6 чорний пішак · c5 білий пішак · d5 білий пішак · e5 чорний король · f5 білий пішак · g5 чорна тура · c4 білий ферзь · e4 чорний пішак · g4 чорний пішак · a2 білий король · f2 біла тура · g2 білий пішак | g8 білий слон · h8 білий слон · a7 чорний пішак · b7 білий кінь · c7 чорний слон · e7 чорна тура · g7 біла тура · e6 білий пішак · f6 чорний пішак · c5 білий пішак · d5 білий пішак · e5 чорний король · f5 білий пішак · g5 чорна тура · c4 білий ферзь · e4 чорний пішак · g4 чорний пішак · a2 білий король · f2 біла тура · g2 білий пішак | g8 білий слон · h8 білий слон · a7 чорний пішак · b7 білий кінь · c7 чорний слон · e7 чорна тура · g7 біла тура · e6 білий пішак · f6 чорний пішак · c5 білий пішак · d5 білий пішак · e5 чорний король · f5 білий пішак · g5 чорна тура · c4 білий ферзь · e4 чорний пішак · g4 чорний пішак · a2 білий король · f2 біла тура · g2 білий пішак | g8 білий слон · h8 білий слон · a7 чорний пішак · b7 білий кінь · c7 чорний слон · e7 чорна тура · g7 біла тура · e6 білий пішак · f6 чорний пішак · c5 білий пішак · d5 білий пішак · e5 чорний король · f5 білий пішак · g5 чорна тура · c4 білий ферзь · e4 чорний пішак · g4 чорний пішак · a2 білий король · f2 біла тура · g2 білий пішак | g8 білий слон · h8 білий слон · a7 чорний пішак · b7 білий кінь · c7 чорний слон · e7 чорна тура · g7 біла тура · e6 білий пішак · f6 чорний пішак · c5 білий пішак · d5 білий пішак · e5 чорний король · f5 білий пішак · g5 чорна тура · c4 білий ферзь · e4 чорний пішак · g4 чорний пішак · a2 білий король · f2 біла тура · g2 білий пішак | 2 |
| 1 | g8 білий слон · h8 білий слон · a7 чорний пішак · b7 білий кінь · c7 чорний слон · e7 чорна тура · g7 біла тура · e6 білий пішак · f6 чорний пішак · c5 білий пішак · d5 білий пішак · e5 чорний король · f5 білий пішак · g5 чорна тура · c4 білий ферзь · e4 чорний пішак · g4 чорний пішак · a2 білий король · f2 біла тура · g2 білий пішак | g8 білий слон · h8 білий слон · a7 чорний пішак · b7 білий кінь · c7 чорний слон · e7 чорна тура · g7 біла тура · e6 білий пішак · f6 чорний пішак · c5 білий пішак · d5 білий пішак · e5 чорний король · f5 білий пішак · g5 чорна тура · c4 білий ферзь · e4 чорний пішак · g4 чорний пішак · a2 білий король · f2 біла тура · g2 білий пішак | g8 білий слон · h8 білий слон · a7 чорний пішак · b7 білий кінь · c7 чорний слон · e7 чорна тура · g7 біла тура · e6 білий пішак · f6 чорний пішак · c5 білий пішак · d5 білий пішак · e5 чорний король · f5 білий пішак · g5 чорна тура · c4 білий ферзь · e4 чорний пішак · g4 чорний пішак · a2 білий король · f2 біла тура · g2 білий пішак | g8 білий слон · h8 білий слон · a7 чорний пішак · b7 білий кінь · c7 чорний слон · e7 чорна тура · g7 біла тура · e6 білий пішак · f6 чорний пішак · c5 білий пішак · d5 білий пішак · e5 чорний король · f5 білий пішак · g5 чорна тура · c4 білий ферзь · e4 чорний пішак · g4 чорний пішак · a2 білий король · f2 біла тура · g2 білий пішак | g8 білий слон · h8 білий слон · a7 чорний пішак · b7 білий кінь · c7 чорний слон · e7 чорна тура · g7 біла тура · e6 білий пішак · f6 чорний пішак · c5 білий пішак · d5 білий пішак · e5 чорний король · f5 білий пішак · g5 чорна тура · c4 білий ферзь · e4 чорний пішак · g4 чорний пішак · a2 білий король · f2 біла тура · g2 білий пішак | g8 білий слон · h8 білий слон · a7 чорний пішак · b7 білий кінь · c7 чорний слон · e7 чорна тура · g7 біла тура · e6 білий пішак · f6 чорний пішак · c5 білий пішак · d5 білий пішак · e5 чорний король · f5 білий пішак · g5 чорна тура · c4 білий ферзь · e4 чорний пішак · g4 чорний пішак · a2 білий король · f2 біла тура · g2 білий пішак | g8 білий слон · h8 білий слон · a7 чорний пішак · b7 білий кінь · c7 чорний слон · e7 чорна тура · g7 біла тура · e6 білий пішак · f6 чорний пішак · c5 білий пішак · d5 білий пішак · e5 чорний король · f5 білий пішак · g5 чорна тура · c4 білий ферзь · e4 чорний пішак · g4 чорний пішак · a2 білий король · f2 біла тура · g2 білий пішак | g8 білий слон · h8 білий слон · a7 чорний пішак · b7 білий кінь · c7 чорний слон · e7 чорна тура · g7 біла тура · e6 білий пішак · f6 чорний пішак · c5 білий пішак · d5 білий пішак · e5 чорний король · f5 білий пішак · g5 чорна тура · c4 білий ферзь · e4 чорний пішак · g4 чорний пішак · a2 білий король · f2 біла тура · g2 білий пішак | 1 |
|   | a | b | c | d | e | f | g | h |   |

FEN: 6BB/pNb1r1R1/4Pp2/2PPkPr1/2Q1p1p1/8/K4RP1/8
1. g3 ~ 2. Rf4 ~ 3. Qxe4#
1. ... Rxe6 2. Re7! Rxe7 3. Qc3#
1. ... Rxf5  2. Rg5! Rxg5 3. Bf6#
Чорна тура в захисті звільняє тематичне поле, на яке приходить біла тура. Наступним ходом чорна тура, забираючи білу туру, повертається на поле, яке вона залишила на першому ході. В першому варіанті тематичне поле «e7», a в другому — «g5». 